# Gabinet Johna Quincy’ego Adamsa
Gabinet Johna Quincy’ego Adamsa – został powołany i zaprzysiężony w 1825.

## Skład
| Departament/Funkcja | Zdjęcie | Imię i nazwisko     | Kadencja  |
| ------------------- | ------- | ------------------- | --------- |
| Prezydent           |         | John Quincy Adams   | 1825–1829 |
| Wiceprezydent       |         | John C. Calhoun     | 1825–1829 |
| Sekretarz stanu     |         | Henry Clay          | 1825–1829 |
| Wojna               |         | James Barbour       | 1825–1828 |
|                     |         | Peter B. Porter     | 1828–1829 |
| Skarb               |         | Richard Rush        | 1825–1829 |
| Sprawiedliwość      |         | William Wirt        | 1825–1829 |
| Poczta              |         | Return J. Meigs Jr. | 1817–1823 |
|                     |         | John McLean         | 1825–1829 |
| Marynarka wojenna   |         | Samuel L. Southard  | 1825–1829 |